# フローレンス・モード・ヤング
フローレンス・モード・ヤング（Florence Maude  Young、1870年10月2日 – 1920年11月11日）は、オーストラリアの女優、歌手。

## 経歴
父ヘンリー・ヘンラード・ヤング (Henry Henrard Young)とその妻エリザベス (Elizabeth)（旧姓：トンキン (Tonkin)）の娘として、ビクトリア植民地のメルボルンで生まれた
初舞台は、1890年6月にメルボルンでおこなわれたネリー・ステュワート歌劇団による、フランツ・フォン・スッペ作の3幕物『ボッカチオ』のベアトリーチェ役であった。報道によれば、彼女はこの役を「十二分に (very efficiently)」こなし、その歌唱は「非常に立派な (highly commendable)」ものであったといい、演技も学ぶべきことはさほどないように見受けられたとされる。
1897年2月8日、ロンドン出身のロバート・キャンベル・リヴィングトン (Robert Campbell Rivington) とメルボルンのイースタン・ヒル (Eastern Hill) のセント・ピーターズ教会 (St Peter's Church) で結婚した。しかし、この結婚は夫が牧畜業を経営していたフィリップ島での生活よりも、メルボルンでの舞台生活を好んだために、破局に終わった。夫は1912年に、彼女が家を出て行ったと訴えて離婚を認められた。ヤング側は争わなかった。
イースト・メルボルンのサマセット・ハウス・ブレイベート病院 (Somerset House Private Hospital) で死去した。イースタン・ヒルのセント・ピーターズ教会で葬儀が執り行われた後、亡骸はメルボルン・ジェネラル墓地に埋葬された。